# Église Saint-Nazaire-et-Saint-Celse de Brescia
L'église Saint-Nazaire-et-Saint-Celse est une église de style néo-classique située dans la ville italienne de Brescia en Lombardie.
Elle abrite de nombreux trésors artistiques comme un retable du Titien et des tableaux des peintres brescians Moretto, Romanino, Paolo da Caylina l'Ancien, Paolo da Caylina le Jeune et Antonio Gandino ainsi que des statues de Gasparo Cairano.

## Localisation
L'église est située dans le quartier sud-ouest du centre-ville de Brescia, à l'angle du corso Giacomo Matteotti et de la via Fratelli Bronzetti, à quelques centaines de mètres au nord de la Piazza Repubblica.

## Historique
L'église actuelle se dresse sur le site d'églises beaucoup plus anciennes : la plus ancienne dont on conserve le souvenir était romane et est citée dans un document de 1104. Elle subsista probablement jusqu'en 1474, époque où Giovanni Ducco, évêque de Corone, la fit remplacer par un édifice Renaissance qui fut achevé par ses successeurs Ottaviano Ducco et Altobello Averoldi (commanditaire du polyptyque Averoldi du Titien, principal chef-d'œuvre artistique de l'église).
Elle se présente aujourd'hui sous la forme néo-classique qui lui fut conférée à la fin du Settecento (XVIIIe siècle) lorsque l'édifice fut reconstruit par Monseigneur Alessandro Fè, évêque de Modone, entre 1752 et 1780, sur les plans de Giuseppe Zinelli (dont on ne connaît qu'une seule autre œuvre, l'église paroissiale de Pian d'Artogne, réalisée en 1751) et Antonio Marchetti,.

## Architecture
Couverte de tuiles, l'église présente une large façade de style néo-classique, tripartite, enduite et peinte en blanc.
Les deux registres inférieurs sont rythmés par huit énormes colonnes engagées d'ordre colossal dont les puissants chapiteaux corinthiens supportent un entablement à frise de denticules.
Au rez-de-chaussée, chacun des trois compartiments de la façade est percé d'une porte surmontée d'un fronton cintré.
La partie centrale de la façade, en saillie (avant-corps), est surmontée d'un large fronton triangulaire à l'arrière duquel la partie haute de la façade se termine par une balustrade surmontée de sept statues de marbre.

## Patrimoine

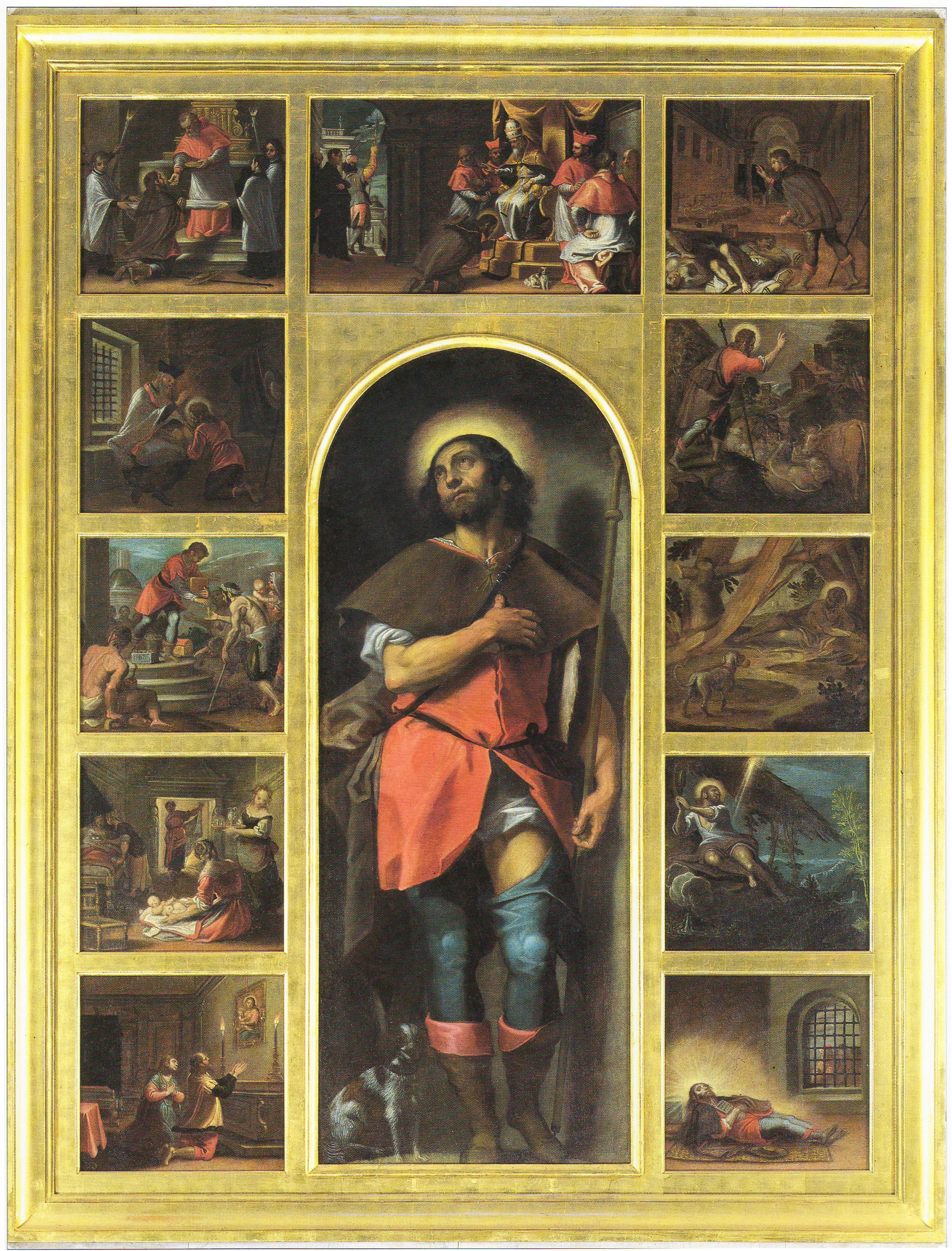
Polyptyque de San Rocco
(Antonio Gandino).

L'église abrite un très important patrimoine artistique datant en grande partie de la Renaissance et comportant, entre autres, un polyptyque du Titien et des tableaux des peintres brescians Moretto, Romanino, Paolo da Caylina l'Ancien, Paolo da Caylina le Jeune et Antonio Gandino :
- Titien : 
  - Pollittico Averoldi (Polyptyque Averoldi), huile sur toile signée et datée 1522 comportant cinq panneaux[4],[3] ;
- Il Moretto : 
  - L'incoronazione della Vergine coi Santi Francesco, Nicola e l'Arcangelo Michele (Le Couronnement de la Vierge avec les saints François et Nicolas et l'archange Michel), huile sur toile, 1534[5],[3] ;
  - Cristo, coi simboli della Passione, tra Mosè ed Elia (Le Christ entouré des symboles de la passion, entre Moïse et Élie), huile sur toile, 1541[6],[3] ;
  - Arcangelo Gabriele (Archange Gabriel) et Madonna Annunziata (Vierge de l'Annonciation), tempera sur toile[7] ;
  - San Nazaro, tempera sur toile attribuées à Moretto[8],[3] ;
  - San Celso, tempera sur toile attribuées à Moretto[8],[3] ;
  - L'Adorazione dei pastori coi SS. Faustino e Giovita (L'adoration des bergers avec saint Faustin et sainte Giovita), huile sur toile attribuée à Moretto[9],[3] ;
  - La Madonna che adora il Bambino (La Vierge adorant l'enfant), tempera sur toile, fort dégradée[10] ;
  - Due busti di poeti antichi (Omero e Virgilio?) tra putti sgambettanti, tempera[11] ;
- Il Romanino : 
  - L'Adorazione dei Magi (L'Adoration des mages), tempera sur toile[12],[3] ;
- Paolo da Caylina l'Ancien : 
  - Madonna col Bambino tra i santi Lorenzo e Ambrogio (La Vierge à l'Enfant entre saint Laurent et saint Ambroise), 1460-1480[13],[3] ;
- Paolo da Caylina le Jeune : 
  - Flagellazione dei Santi Nazaro e Celso (Flagellation des saints Nazaire et Celse), tempera sur toile attribuée à Paolo da Caylina le Jeune avec l'aide du Romanino[14],[3] ;
  - Decapitazione dei Santi Nazaro e Celso (Décapitation des saints Nazaire et Celse), tempera sur toile attribuée à Paolo da Caylina le Jeune avec l'aide du Romanino[15],[3] ;
- Antonio Gandino : 
  - Polittico di San Rocco, vers 1590 (premier autel à droite)[16]
- peintres mineurs : 
  - Francesco Polazzo (it) : La morte di San Giuseppe (La Mort de saint Joseph), huile sur toile datée probablement de 1738[17] ;
  - Antonio Zanchi :  Martirio di San Bartolomeo, huile sur toile[18] ;
  - Giovanni Battista Pittoni :  L'Adorazione dei Magi, huile sur toile[19]
  - Giuseppe Tortelli :  Gloria di San Carlo Borromeo, coi Santi Giovanni Nepomuceno et Epimeneo, huile sur toile attribuée à Giuseppe Tortelli[20]
  - San Giovanni Battista et San Nicola, huiles sur toile attribuées avec quelque incertitude à Giuseppe Tortelli[21]
  - Floriano Ferramola :  portraits de dix chanoines exécutés à fresque sur les murs de la Salle capitulaire et attribués traditionnellement à Floriano Ferramola[22]

|  |  |  |

|  |  |  |